# كاتاكاماس
كاتاكاماس هي مدينة، في هندوراس، تقع في إدارة أولانشو، بلغ عدد سكانها 44,198 نسمة.

## المناخ
يظهر الجدول التالي التغييرات المناخية على مدار السنة لكاتاكاماس:
| البيانات المناخية لـكاتاكاماس                  | البيانات المناخية لـكاتاكاماس | البيانات المناخية لـكاتاكاماس | البيانات المناخية لـكاتاكاماس | البيانات المناخية لـكاتاكاماس | البيانات المناخية لـكاتاكاماس | البيانات المناخية لـكاتاكاماس | البيانات المناخية لـكاتاكاماس | البيانات المناخية لـكاتاكاماس | البيانات المناخية لـكاتاكاماس | البيانات المناخية لـكاتاكاماس | البيانات المناخية لـكاتاكاماس | البيانات المناخية لـكاتاكاماس | البيانات المناخية لـكاتاكاماس |
| الشهر                                          | يناير                         | فبراير                        | مارس                          | أبريل                         | مايو                          | يونيو                         | يوليو                         | أغسطس                         | سبتمبر                        | أكتوبر                        | نوفمبر                        | ديسمبر                        | المعدل السنوي                 |
| ---------------------------------------------- | ----------------------------- | ----------------------------- | ----------------------------- | ----------------------------- | ----------------------------- | ----------------------------- | ----------------------------- | ----------------------------- | ----------------------------- | ----------------------------- | ----------------------------- | ----------------------------- | ----------------------------- |
| الدرجة القصوى °م (°ف)                          | 31.3 (88.3)                   | 32.8 (91.0)                   | 35.1 (95.2)                   | 35.2 (95.4)                   | 35.3 (95.5)                   | 33.4 (92.1)                   | 31.8 (89.2)                   | 32.3 (90.1)                   | 32.5 (90.5)                   | 32.4 (90.3)                   | 31.6 (88.9)                   | 31.0 (87.8)                   | 35.3 (95.5)                   |
| متوسط درجة الحرارة الكبرى °م (°ف)              | 28.5 (83.3)                   | 29.6 (85.3)                   | 31.3 (88.3)                   | 32.3 (90.1)                   | 32.4 (90.3)                   | 30.5 (86.9)                   | 29.7 (85.5)                   | 30.3 (86.5)                   | 30.5 (86.9)                   | 30.4 (86.7)                   | 29.2 (84.6)                   | 28.4 (83.1)                   | 30.3 (86.5)                   |
| المتوسط اليومي °م (°ف)                         | 22.9 (73.2)                   | 23.9 (75.0)                   | 25.6 (78.1)                   | 26.8 (80.2)                   | 27.0 (80.6)                   | 25.6 (78.1)                   | 24.9 (76.8)                   | 25.1 (77.2)                   | 25.4 (77.7)                   | 24.8 (76.6)                   | 23.8 (74.8)                   | 23.1 (73.6)                   | 24.9 (76.8)                   |
| متوسط درجة الحرارة الصغرى °م (°ف)              | 17.9 (64.2)                   | 18.4 (65.1)                   | 19.6 (67.3)                   | 20.8 (69.4)                   | 21.7 (71.1)                   | 21.4 (70.5)                   | 20.6 (69.1)                   | 20.6 (69.1)                   | 20.6 (69.1)                   | 20.1 (68.2)                   | 19.1 (66.4)                   | 18.3 (64.9)                   | 19.9 (67.8)                   |
| أدنى درجة حرارة °م (°ف)                        | 14.2 (57.6)                   | 14.4 (57.9)                   | 16.1 (61.0)                   | 17.7 (63.9)                   | 19.1 (66.4)                   | 19.5 (67.1)                   | 18.8 (65.8)                   | 18.7 (65.7)                   | 18.8 (65.8)                   | 17.5 (63.5)                   | 15.9 (60.6)                   | 14.6 (58.3)                   | 14.2 (57.6)                   |
| الهطول مم (إنش)                                | 42.4 (1.67)                   | 26.3 (1.04)                   | 20.5 (0.81)                   | 37.5 (1.48)                   | 137.2 (5.40)                  | 245.4 (9.66)                  | 234.0 (9.21)                  | 184.5 (7.26)                  | 198.9 (7.83)                  | 153.8 (6.06)                  | 76.1 (3.00)                   | 52.6 (2.07)                   | 1٬409٫2 (55.48)               |
| متوسط أيام هطول الأمطار (≥ 1.0 mm)             | 6                             | 5                             | 3                             | 3                             | 9                             | 17                            | 19                            | 25                            | 16                            | 13                            | 9                             | 8                             | 133                           |
| المصدر: الإدارة الوطنية للمحيطات والغلاف الجوي |                               |                               |                               |                               |                               |                               |                               |                               |                               |                               |                               |                               |                               |

## أعلام
- مانويل زيلايا